# Forkscheid
Forkscheid ist ein Ort in der Gemeinde Engelskirchen im Oberbergischen Kreis in Nordrhein-Westfalen in Deutschland.

## Lage und Beschreibung
Der Ort liegt im Südwesten von Engelskirchen an der Grenze zum Rheinisch-Bergischen Kreis und südlich der Agger. Nachbarorte sind Meisenbüchel, Loope, Distelhaus, Heide und das zum Stadtgebiet von Overath gehörende Obermiebach.

## Geschichte
Um 1280 wurde der Ort erstmals unter der Bezeichnung „Vurkenscheidt“ in einem Einkunftsverzeichnis der Abtei Siegburg urkundlich genannt.